# Bess Mensendieck
Bess Mensendieck, egentligen Elizabeth Marguerite de Varel Mensendieck, född den 1 juli 1864, död den 27 januari 1957, var en holländsk-amerikansk läkare och gymnastikterapeut.

## Biografi
Mensendieck växte upp i New York och studerade medicin i Zürich. För att komplettera sina praktiska kunskaper om rörelse, hållning och andning, tog hon sånglektioner i Paris och studerade gymnastik vid Genevieve Stebbins skola i New York. Här tog hon också till sig François Delsartes system för rörelser och svensk gymnastik enligt Pehr Henrik Ling.
Hennes särskilda syfte var att förbättra hållning och struktur hos kvinnor av sin tid. Utifrån hennes medicinska bakgrund byggde hon sin gymnastik enligt system Mensendieck strikt på den tidens kunskap om anatomi och fysiologi. I centrum för kroppens funktion var alltid självuppfattningen om hållning och rörelser. För att visa förändringen av hållning, publicerade hon i Körperkultur der Frau (München, 1912) med nakenbilder på sig själv före, under och efter tre månaders träning. Detta illustrerade vad som kunde åstadkommas genom hennes utbildning. Utbildningen var bara öppen för kvinnor och utfördes i nakenhet  fram till mitten av 1900-talet.
Hennes "system Mensendieck" visades främst i Europa (Tyskland, Holland, Norge, Danmark och Österrike). År 1910 inrättades ett första institut för att utbilda gymnastiklärare. Mensendieck-gymnastiken fick stöd från tongivande experter, bland annat psykologiprofessorn Fritz Giese och denna nya kroppskultur fick snabbt spridning genom nya fristående skolor som bildades i flera större städer i Tyskland av elever såsom Dorothee Günther, Maja Lex, Ellen Petz, Lisa Mar, Jarmilla Kröschlova, Dora Menzler, Hertha Feist och Hedwig Hagemann. I Skandinavien öppnade Halldis Stabell en verksamhet i Norge år 1914 och i Stockholm 1920.
Efter första världskriget lämnade Mensendieck Europa och arbetade sedan mestadels i New York, men gav årliga utbildningskurser i Tyskland och Danmark. Sommarmånaderna tillbringade hon i sitt norska sommarhem. På 1950-talet bodde hon några år i Köpenhamn men flyttade slutligen tillbaka till New York.

## Publikationer av Mensendieck
Redan 1906 hade Mensendieck som den första kvinnan i Tyskland publicerat en bok om det hon då benämnde som kroppskultur (Körperkultur). Boken beskrev statiska övningar och innehöll bilder där en naken kvinna visade dessa övningar och i ställningar som grekiska statyer. Mensendieck kan delvis tillskrivas utvecklingen av naturismen. Hon deltog 1925 i filmen Kraft och skönhet, som fick stor påverkan på allmänhetens syn på kroppshållning, gymnastik, idrott och nakenhet.